# Edna Ferber
Edna Ferber (15 de agosto de 1885 — 16 de abril de 1968) foi uma escritora norte-americana que se dedicou ao romance, conto e dramaturgia. Seus livros se tornaram muito populares e foi um das vencedoras do Prémio Pulitzer de Ficção, com os romances So Big (1924), Show Boat (1926, celebrizado por um musical em 1927), e Giant (1952; celebrizado com o filme Assim Caminha a Humanidade, de 1956).

## Biografia

### Juventude
Edna Ferber nasceu em 15 de agosto de 1885 em Kalamazoo, Michigan, filha do dono de armazém húngaro judeu Jacob Charles, e de sua esposa de Milwaukee, Wisconsin, Julia Neumann Ferber. Após terem morado em Chicago (Illinois) e Ottumwa (Iowa), quando Edna tinha 12 anos sua família foi para Appleton, no Wisconsin, onde ela graduou-se na escola e estudou na Universidade de Lawrence. Inicialmente, escreveu para o jornal da escola, o Ryan Clarion, depois trabalhou no jornal Appleton Daily Crescent. Após ser demitida do Crescent, trabalhou para o Milwaukee Journal Sentinel, antes de publicar seu primeiro romance. Ela fez a cobertura da Convenção Nacional Republicana e Convenção Nacional Democrática de 1920, para a United Press Association. Chegou à exaustão em seu trabalho, e enquanto estava se recuperando de uma anemia, escreveu sua primeira história.

### Carreira
Em 1910, a Everybody's Magazine publicou um conto seu, "The Homely Heroine", ambientado em Appleton, e seu romance, "Dawn O'Hara", foi publicado em 1911.
Os romances de Ferber apresentam personagens femininas fortes, além de personagens secundários com rica diversidade. Usualmente, apresenta uma personagem forte, porém subjugada pelas dificuldades da discriminação, seja étnica ou por outras circunstâncias, e demonstra, através do enredo, a sua crença na grandeza do caráter das pessoas.
Várias peças teatrais e filmes foram feitos com base em seus trabalhos, tais como Show Boat, Giant, Ice Palace, Saratoga Trunk, Cimarron (vencedor do Oscar de 1931)  e a refilmagem de Cimarron, em 1960. Três desses trabalhos, Show Boat, Saratoga Trunk e Giant – foram transformados em musicais.
Quando o compositor Jerome Kern propôs transformar Show Boat em um musical, Ferber ficou chocada, pensando que seus romance seria transformado em um entretenimento leve, típico da década de 1920, até que Kern explicou que ele e Oscar Hammerstein II queriam criar um tipo diferente de musical, e Ferber lhe concedeu os direitos. Saratoga, baseado em Saratoga Trunk, foi escrito mais tarde, depois que os enredos mais sérios tinham ficado aceitáveis em musicais de palco.
Em 1925, ela venceu o Prémio Pulitzerde Ficção por seu livro So Big, e foi transformado em um fime mudo estrelado por Colleen Moore no mesmo ano. Uma refilmagem foi feita posteriormente, em 1932, estrelando Barbara Stanwyck e George Brent, com Bette Davis em um papel de apoio. Uma refilmagem de 1953, estrelado por Jane Wyman no papel anteriormente de Stanwyck, é a versão mais frequentemente vista atualmente.
Ferber foi membro do Algonquin Round Table, um grupo que se reunia para o almoço todos os dias no Hotel Algonquin, em Nova York. Ferber e outro membro da mesa-redonda, Alexander Woollcott, eram inimigos de longa data, e sua antipatia durou até a morte de Woollcotts em 1943, embora Howard Teichmann afirme, em sua biografia, que a rivalidade com Woollcott foi decorrente de um mal-entendido.
Em 2008, The Library of America selecionou o artigo de Ferber "Miss Ferber Views 'Vultures' at Trial" para ser incluído na retrospectiva dos dois séculos da American True Crime.
Em 29 de julho de 2002, em sua cidade da infância Appleton, em Wisconsin, o U.S. Postal Service criou um selo em sua homenagem, com seu retrato criado pelo artista Mark Summers criou seu retrato através de uma fotografia em preto e branco de 1927.

### Vida pessoal
Ferber não casou, nem teve filhos, e não se conhece qualquer relacionamento amoroso dela. Ferber tem sido alvo, algumas vezes, de rumores de lesbianismo, mas não há evidências disso. O Professor John Unsworth fez uma afirmação sem provas em Bestsellers: A Very Short Introduction. Haggerty & Zimmerman defendem que ela era “gay” por causa de suas visitas em Provincetown no início do século XX. Porter comenta que Ferber era lésbica, mas sem oferecer provas. Burrough também refere de passagem que Ferber era “gay”, embora ele cite a biografia escrita por Julie Goldsmith Gilbert (sobrinha de Ferber), e Gilbert não faz menção de relacionamentos lésbicos. Ferber teve um maternal interesse pela carreira de sua sobrinha Janet Fox, uma atriz que atuou nas peças originais de Ferber na Broadway: Dinner at Eight e Stage Door.
Ferber morreu em sua casa em Nova Iorque, de câncer de estômago, aos 82 anos de idade.

## Obras
- Dawn O'Hara (1911)
- Buttered Side Down (1912)

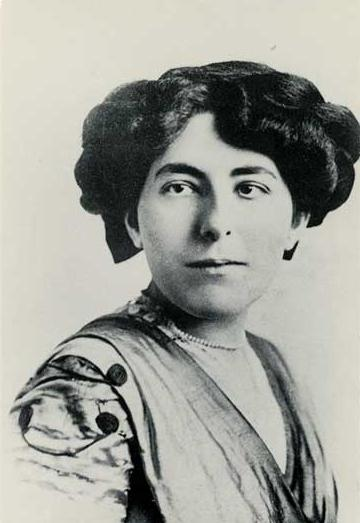
Edna Ferber em 1903

- Roast Beef, Medium (Frederick A. Stokes Company, 1913)
- Personality Plus (1914)
- Emma Mc Chesney and Co. (1915)
- Our Mrs. McChesney (1915) (com George V. Hobart)
- Fanny Herself (1917)
- Cheerful - By Request (1918)
- Half Portions (1919)
- The Girls (Edna Ferber novel) (1921)
- Gigolo (1922)
- So Big (1924) ( vencedor do Prémio Pulitzer de Ficção)
- Minick: A Play (1924) (com G. S. Kaufman)
- Show Boat (1926, Grosset & Dunlap)
- Stage Door (1926) (com G.S. Kaufman)
- The Royal Family (1927) (com G. S. Kaufman)
- Mother knows best (Doubleday, Doran, 1927)
- Cimarron (1929)
- American Beauty (1931)
- Dinner at Eight (1932) (with G. S. Kaufman)
- They Brought Their Women (1933)
- Come and Get It (1935)
- Nobody's in Town (1938)
- A Peculiar Treasure (1939) - autobiografia
- The Land Is Bright (1941)
- Saratoga Trunk (1941)
- No Room at the Inn (1941)
- Saratoga Trunk ((Doubleday, Doran, 1941) (com Casey Robinson)
- Great Son ((Doubleday, Doran, 1945)
- Bravo (1949) (com G. S. Kaufman)
- Giant (1952)
- Ice Palace (1958)
- A Kind of Magic (1963) - autobiografia

## Musicais
- Escreveu o roteiro para "Show Boat", musical produzido pela Broadway, musicado por Jerome Kern, adaptado por Oscar Hammerstein II, produzido por Florenz Ziegfeld, no Casino Theatre de 19 de maio de 1932 a 22 de outubro de 1932 (180 apresentações).[carece de fontes?]
- Saratoga (1959) – musicado por Harold Arlen, adaptado por Johnny Mercer, dramatizado por Morton Da Costa
- Giant (2009) – musicado e adaptado por Michael John LaChiusa e Sybille Pearson

## Cinema e TV

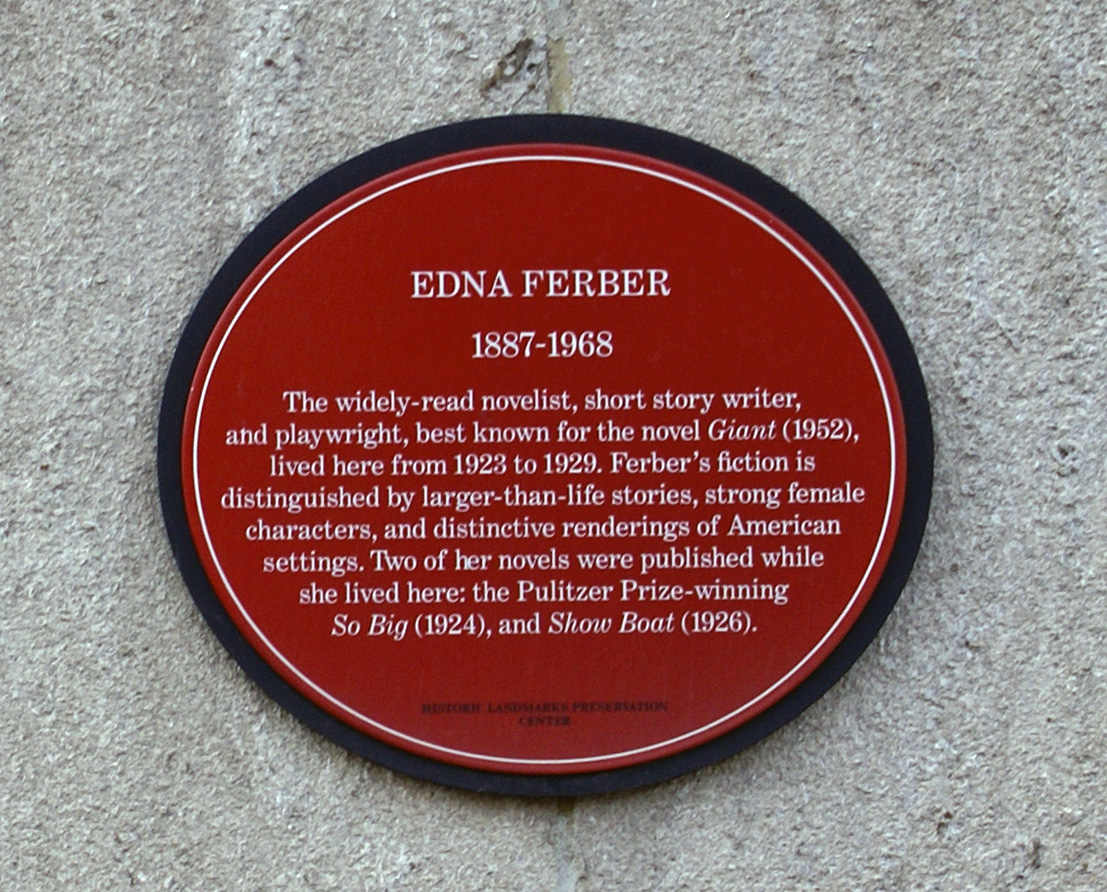
Placa localizada em Manhattan, na 65th Street & Central Park West, no edifício em que Edna Ferber viveu por 6 anos.

- Dinner At Eight (Jantar às Oito), filme estadunidense feito para TV em 1989.
- Show Boat (1989), episódio da série “Great Performances”, série estadunidense feita para TV.
- The Royal Family (1977) – filme estadunidense feita para TV.
- Cimarron – filme estadunidense de 1960, com Glenn Ford, Maria Schell e Anne Baxter, sob direção de Anthony Mann.
- Ice Palace – filme estadunidense de 1960, com Richard Burton e Robert Ryan.
- Giant (Assim Caminha a Humanidade) – filme estadunidense de 1956, dirigido por George Stevens, com Elizabeth Taylor, Rock Hudson e James Dean.
- Dinner at Eight (1955) – parte da série estadunidense Front Row Center, entre 1955 e 1956, com Mary Astor.
- Stage Door (1955) – parte da série estadunidense “The Best of Broadway”, dirigida por Sidney Lumet, com Rhonda Fleming.
- The Royal Family (1954) – parte da série estadunidense “The Best of Broadway”, com Charles Coburn, Claudette Colbert e Fredric March.
- So Big (Meu Filho, Minha Vida), filme estadunidense de 1953, dirigido por Robert Wise, com Jane Wyman.
- Theatre Royal (The Royal Family), filme britânico de 1952, feito pela BBC para a TV, com Robert Adair.
- The Show Boat (O Barco da Ilusões), filme estadunidense da MGM feito em 1951, dirigido por George Sidney, com Ava Gardner e Kathryn Grayson. Estreou no Brasil em 1951, sob o título “O Barco das Ilusões”.
- The Royal Family, filme estadunidense feito para a TV em 1951, na série Pulitzer Prize Playhouse.
- Dinner at Eight, filme britânico para a TV feita pela BBC em 1951, na série BBC Sunday-Night Theatre.
- The Royal Family, filme estadunidense de 1950, parte da série The Ford Theatre Hour.
- Dinner at Eight, filme estadunidense feito para a TV em 1948, na série The Philco Television Playhouse.
- Saratoga Trunk, filme estadunidense feito em 1945, pela Warner Brothers, sob direção de Sam Wood, com Gary Cooper e Ingrid Bergman.
- No Place to Go, filme estadunidense de 1939 baseado no conto "Old Man Minick", com Dennis Morgan.
- The Royal Family of Broadway, produção britânica da BBC, série feita para a TV em 1939.
- Stage Door, filme estadunidense de 1939, feito pela RKO Pictures, com Katharine Hepburn, Ginger Rogers, Adolphe Menjou e Lucille Ball. Em Portugal estreou sob o título “A Porta das Estrelas”.
- Come and Get It, filme estadunidense de 1936, com Edward Arnold, Joel McCrea, Walter Brennan, Frances Farmer. No Brasil, estreou com o título “Meu Filho é Meu Rival”. Em Portugal, estreou em 1937, com o título “Pai Contra Filho”.
- Show Boat, filme estadunidense de 1936, com Irene Dunne, Helen Morgan, Allan Jones e Hattie McDaniel. No Brasil foi denominado “Magnólia, o Barco da Ilusões”.
- Glamour, filme estadunidense de 1934, dirigido por William Wyler, com Paul Lukas.
- Dinner at Eight, filme estadunidense de 1933, sob direção de George Cukor, com Marie Dressler, Jean Harlow, John Barrymore, Lionel Barrymore, Wallace Beery. No Brasil foi denominado “Jantar às Oito”.
- So Big, filme estadunidense de 1932, dirigido por William A. Wellman, com Barbara Stanwyck, Bette Davis, George Brent. No Brasil, foi denominado “No Palco da Vida”.
- The Expert, filme estadunidense de 1932, baseado na peça “Minick”, dirigido por Archie Mayo.
- Cimarron, filme estadunidense feito pela RKO Pictures em 1931, com Irene Dunne, ganhador do Oscar de filme em 1931.[8]
- The Royal Family of Broadway, filme estadunidense feito pela Paramount Pictures em 1930, estrelado por Ina Claire e Fredric March. Em Portugal, foi denominado “A Família Real de Broadway”.
- Hard to Get, filme estadunidense de 1929, baseado na história “Classified”.
- Show Boat], filme estadunidense de 1929, estrela do por Joseph Schildkraut e Helen Morgan.
- The Home Girl, curta-metragem estadunidense de 1928, estrelado por Miriam Hopkins.
- Mother Knows Best, filme estadunidense de 1928, estrelado por Louise Dresser e Anne Shirley.
- Gigolo, filme estadunidense de 1926, estrelado por Louise Dresser.
- Classified, filme estadunidense de 1925, estrelado por Corine Griffith.
- Welcome Home, filme estadunidense de 1925, estrelado por Warner Baxter, baseado na peça “Old Man Minick”.
- So Big, filme estadunidense de 1924, dirigido por Charles Brabin, estrelado por Colleen Moore e Wallace Beery.
- No Womans Knows, filme estadunidense de 1921, pela Universal Film Manufacturing Company.
- A Gay Old Dog, filme estadunidense de 1919.
- Our Mrs. McChesney, filme estadunidense de 1918, com Ethel Barrymore, baseado em peça de Edna Ferber.

### Filme biográfico
- Ferber foi interpretada por Lili Taylor no filme de 1994  Mrs. Parker and the Vicious Circle, no Brasil intitulado “O Círculo do Vício”.

## Edna Ferber em língua portuguesa
- Mamãe Sabe o que Faz ("Mother Knows Best"), Edna Ferber, volume 72 da Coleção Biblioteca das Moças, da Companhia Editora Nacional.[9] Teve apenas 1 edição em 1939.[10] Tradução de Lígia Junqueira.
- Cimarron. Publicações pela Editora Saraiva (volume 20 da Coleção Saraiva,[11] tradução de Nair Lacerda, 1950), pelo Círculo do Livro (tradução Tati de Moraes), pela Editora Victor Civita e Editora Abril (Coleção Grandes Sucessos, tradução de Tati de Moraes).
- Gigante (Giant), 1954, pela Editora Mérito, tradução de Olga Biar Laino, com várias edições. Pela Editora Itatiaia, Coleção Rosa dos Ventos, volume 39 (anos 60).
- Palácio de Gelo, Editora Itatiaia, 1962. Tradução de Ilecy Expedito de Assis.
- Teatro Flutuante (Show Boat), volumes 170 e 171 da Coleção Saraiva (1950), tradução de Nair Lacerda. Editado também pela Ediouro, na “Coleção Escritores Contemporâneos”, nos anos 60.
- Romance em Saratoga ("Saratoga Trunk"), tradução de Esther Mesquita, 1942, Editora Civilização Brasileira.[12]
- Espera por Mim ("Great Son"), Editora Cupolo Ltda., 1946, tradução de I. Anis.[12]
- Vovó não está brincando, conto integrante de Contos Magazine nº 147, de 1º de maio de 1944 , contendo ainda outros 9 contos de outros autores. Editora A Noite, 1944.